# III liga polska w futsalu (2024/2025)
III liga w sezonie 2024/2025 – futsalu mężczyzn w Polsce. Rozgrywki toczą się w 16 okręgach, a po ich zakończeniu mistrzowie grup rozgrywają baraże o awans do II ligi makroregionalnej.
W sezonie 2024/2025 rozgrywki III ligi PLF rozpoczęły się w 14 z 16 okręgów. W związku z tym w dwóch przypadkach nie będzie konieczności rozgrywania baraży.

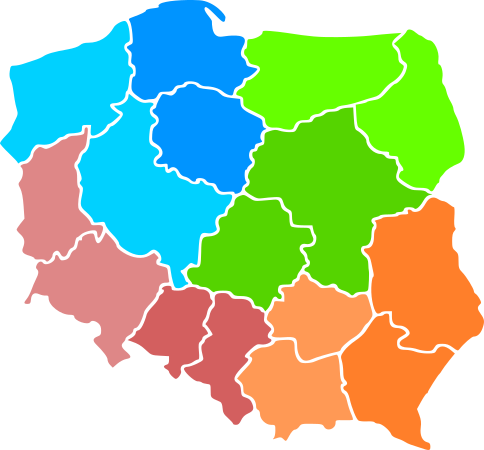
Od sezonu 2024/2025 mistrzowie 16 grup regionalnych rywalizują w stałych parach barażowych o awans do II ligi.

| Rozgrywki                | Poziomy ligowe | Liga        | Sezon                     |
| ------------------------ | -------------- | ----------- | ------------------------- |
| Centralne                | I poziom       | Ekstraklasa | Sezon 2024/2025 (1 grupa) |
| Centralne                | II poziom      | I Liga      | Sezon 2024/2025 (2 grupy) |
| Makroregionalne          | III poziom     | II Liga     | Sezon 2024/2025 (4 grupy) |
| Regionalne (16 Związków) | IV poziom      | III Liga    | Sezon 2024/2025 (14 grup) |

Drabinka baraży do II ligi
| III liga           | Mistrzowie III ligi       | Baraże | Baraże | Awans                 | Makroregion           |
| ------------------ | ------------------------- | ------ | ------ | --------------------- | --------------------- |
| Podlaska           | Futbalo II Białystok      | w/o    | w/o    | Constract II Lubawa   | II Liga Makroregion 1 |
| Warmińsko-Mazurska | KS Constract II Lubawa    | w/o    | w/o    | Constract II Lubawa   | II Liga Makroregion 1 |
| Mazowiecka         | Pegaz Drobin              | 5      | 4      | Pegaz Drobin          | II Liga Makroregion 1 |
| Łódzka             | GKS Staltom Futsal Bedlno | 5      | 2      | Pegaz Drobin          | II Liga Makroregion 1 |
| Pomorska           | Hetman Gniew              | 6      | 5      | Hetman Gniew          | II Liga Makroregion 2 |
| Kujawsko-Pomorska  | Kujavia Włocławek         | 2      | 3      | Hetman Gniew          | II Liga Makroregion 2 |
| Wielkopolska       | A Seree Tee Krotoszyn     | 8      | 10     | A Seree Tee Krotoszyn | II Liga Makroregion 2 |
| Zachodniopomorska  | SAF Szczecin              | 4      | 9      | A Seree Tee Krotoszyn | II Liga Makroregion 2 |
| Dolnośląska        | Orzeł Ząbkowice Śl.       | brak   | brak   | Orzeł Ząbkowice Śl.   | II Liga Makroregion 3 |
| Lubuska            | (brak rozgrywek)          | brak   | brak   | Orzeł Ząbkowice Śl.   | II Liga Makroregion 3 |
| Śląska             | GLKS Nacomi Wilkowice     | w/o    | w/o    | GLKS Nacomi Wilkowice | II Liga Makroregion 3 |
| Opolska            | Wiking Alibaba Opole      | w/o    | w/o    | GLKS Nacomi Wilkowice | II Liga Makroregion 3 |
| Małopolska         | Okocimski KS Brzesko      | 3      | 7      | Okocimski KS Brzesko  | II Liga Makroregion 3 |
| Świętokrzyska      | Futsal Team Busko-Zdrój   | 7      | 2      | Okocimski KS Brzesko  | II Liga Makroregion 3 |
| Podkarpacka        | Karpatia Zaczernie        | brak   | brak   | Karpatia Zaczernie    | II Liga Makroregion 3 |
| Lubelska           | (brak rozgrywek)          | brak   | brak   | Karpatia Zaczernie    | II Liga Makroregion 3 |

## III liga - grupy regionalne

### III liga Podlaska
| Lp. | Drużyna                     | M | Z | R | P | Bramki | Bramki | Różn. | Pkt. | Uwagi |
| --- | --------------------------- | - | - | - | - | ------ | ------ | ----- | ---- | ----- |
| 1   | Futbalo II Białystok        | 4 | 4 | 0 | 0 | 53     | 17     | +36   | 12   | Baraż |
| 2   | Futsal Warmia MOSiR Grajewo | 4 | 2 | 1 | 1 | 34     | 21     | +13   | 7    |       |
| 3   | Żubr Drohiczyn              | 4 | 0 | 1 | 3 | 18     | 46     | -28   | 1    |       |
| 4   | Verta Suwałki               | 2 | 0 | 0 | 2 | 5      | 26     | -21   | 0    |       |

- Niektóre spotkania nie zostały rozegrane.
- Drużyny zrezygnowały z baraży do II ligi.

Źródło 

### III liga Warmińsko-Mazurska
| Lp. | Drużyna                | M | Z | R | P | Bramki | Bramki | Różn. | Pkt. | Uwagi |
| --- | ---------------------- | - | - | - | - | ------ | ------ | ----- | ---- | ----- |
| 1   | KS Constract II Lubawa | 2 | 1 | 0 | 1 | 11     | 5      | +6    | 3    | Baraż |
| 2   | MKS Mazur Ełk          | 2 | 1 | 0 | 1 | 5      | 11     | -6    | 3    |       |

Źródło 

### III liga Mazowiecka
Mazowiecka (grupa północna)
| Lp. | Drużyna                  | M | Z | R | P | Bramki | Bramki | Różn. | Pkt. | Uwagi    |
| --- | ------------------------ | - | - | - | - | ------ | ------ | ----- | ---- | -------- |
| 1   | Pegaz Drobin             | 8 | 7 | 0 | 1 | 57     | 12     | +45   | 21   | Play-off |
| 2   | Bug Wyszków Futsal       | 8 | 6 | 0 | 2 | 36     | 33     | +3    | 18   | Play-off |
| 3   | Wawerskie Stow. Sportowe | 8 | 4 | 0 | 4 | 41     | 43     | -2    | 12   |          |
| 4   | AC Promilan Baboszewo    | 8 | 2 | 0 | 6 | 23     | 44     | -21   | 6    |          |
| 5   | KS Ursus Warszawa        | 8 | 1 | 0 | 7 | 25     | 50     | -25   | 3    |          |

Źródło 
Mazowiecka (grupa południowa)
| Lp. | Drużyna                      | M  | Z | R | P | Bramki | Bramki | Różn. | Pkt. | Uwagi    |
| --- | ---------------------------- | -- | - | - | - | ------ | ------ | ----- | ---- | -------- |
| 1   | SKS CESIR Warka              | 10 | 8 | 1 | 1 | 87     | 31     | +56   | 25   | Play-off |
| 2   | Mazur Karczew                | 10 | 6 | 3 | 1 | 57     | 37     | +20   | 21   | Play-off |
| 3   | Rakola Otwock Wielki         | 10 | 4 | 1 | 5 | 47     | 49     | -2    | 13   |          |
| 4   | TS Falenica                  | 10 | 4 | 0 | 6 | 46     | 60     | -14   | 12   |          |
| 5   | GKS Mazowsze Grójec          | 10 | 3 | 1 | 6 | 41     | 61     | -20   | 10   |          |
| 6   | UKS TOHO Grodzisk Mazowiecki | 10 | 2 | 0 | 8 | 27     | 67     | -40   | 6    |          |

Źródło 
Runda Play-off
- I Półfinał
  - I mecz, 15.02.2025, Bug Wyszków Futsal - CESiR Warka 13:2[6]

  - II mecz, 22.02.2025, SKS CESIR Warka - Bug Wyszków 7:7
- II Półfinał
  - I mecz, 16.02.2025, Mazur Karczew - Pegaz Drobin 2:6 

  - II mecz, 22.02.2025, Pegaz Drobin - Mazur Karczew 3:0 (wo)
- Finały
  - I mecz, 28.02.2025, Pegaz Drobin - Bug Wyszków 7:5

  - II mecz, 8.03.2025, Bug Wyszków - Pegaz Drobin 3:5[7]

### III liga Łódzka
| Lp. | Drużyna                   | M  | Z | R | P | Bramki | Bramki | Różn. | Pkt. | Uwagi |
| --- | ------------------------- | -- | - | - | - | ------ | ------ | ----- | ---- | ----- |
| 1   | GKS Staltom Futsal Bedlno | 10 | 8 | 1 | 1 | 82     | 42     | 40    | 25   | Baraż |
| 2   | Futsal Team Parzęczew     | 10 | 8 | 0 | 2 | 73     | 49     | +24   | 24   |       |
| 3   | LUKS Witonianka Witonia   | 10 | 5 | 0 | 5 | 45     | 48     | -3    | 15   |       |
| 4   | Ławeczkowscy              | 10 | 4 | 1 | 5 | 69     | 58     | +11   | 13   |       |
| 5   | Futsal Radomsko           | 10 | 2 | 0 | 8 | 41     | 74     | -33   | 6    |       |
| 6   | Futsal Team Parzęczew     | 10 | 2 | 0 | 8 | 37     | 76     | -39   | 6    |       |

Źródło 

### III liga Pomorska
| Lp. | Drużyna                 | M | Z | R | P | Bramki | Bramki | Różn. | Pkt. | Uwagi |
| --- | ----------------------- | - | - | - | - | ------ | ------ | ----- | ---- | ----- |
| 1   | Hetman Gniew            | 6 | 5 | 0 | 1 | 96     | 28     | +68   | 15   | Baraż |
| 2   | Chojniczanka Chojnice   | 6 | 4 | 0 | 2 | 64     | 42     | +22   | 12   |       |
| 3   | Red Devils II Chojnice  | 6 | 3 | 0 | 3 | 25     | 35     | -10   | 9    |       |
| 4   | Hubal Starogard Gdański | 6 | 0 | 0 | 6 | 20     | 100    | -80   | 0    |       |

- Z uwagi na brak rozgrywek w okręgu Kujawsko-Pomorskim, Hetman Gniew ma prawo awansu do II ligi.

Źródło 

### III liga Kujawsko-Pomorska
| Lp. | Drużyna             | M | Z | R | P | Bramki | Bramki | Różn. | Pkt. | Uwagi |
| --- | ------------------- | - | - | - | - | ------ | ------ | ----- | ---- | ----- |
| 1   | Kujavia Włocławek   | 2 | 1 | 0 | 1 | 14     | 12     | +2    | 3    | Baraż |
| 2   | Futsal Team Chełmża | 2 | 1 | 0 | 1 | 12     | 14     | -2    | 3    |       |

### III liga Wielkopolska
| Lp. | Drużyna                   | M | Z | R | P | Bramki | Bramki | Różn. | Pkt. | Uwagi |
| --- | ------------------------- | - | - | - | - | ------ | ------ | ----- | ---- | ----- |
| 1   | A Seree Tee Krotoszyn     | 8 | 8 | 0 | 0 | 40     | 12     | +28   | 24   | Baraż |
| 2   | Marbud Team Jutrosin      | 8 | 5 | 1 | 2 | 49     | 14     | +35   | 16   |       |
| 3   | Perfecta Złotów           | 8 | 3 | 1 | 4 | 23     | 27     | -4    | 10   |       |
| 4   | Futsal Powiat Pilski Piła | 8 | 3 | 0 | 5 | 24     | 36     | -12   | 9    |       |
| 5   | RAF Futsal Team Rawicz    | 8 | 0 | 0 | 8 | 7      | 54     | -47   | 0    |       |

Źródło 

### III liga Zachodniopomorska
| Lp. | Drużyna                        | M  | Z  | R | P | Bramki | Bramki | Różn. | Pkt. | Uwagi |
| --- | ------------------------------ | -- | -- | - | - | ------ | ------ | ----- | ---- | ----- |
| 1   | SAF Szczecin                   | 10 | 10 | 0 | 0 | 74     | 23     | +51   | 30   | Baraż |
| 2   | Wielim Szczecinek              | 10 | 6  | 1 | 3 | 51     | 47     | +4    | 19   |       |
| 3   | E.Link Futsal Koszalin         | 10 | 5  | 1 | 4 | 49     | 31     | +18   | 16   |       |
| 4   | URB Futsal Kołobrzeg           | 10 | 5  | 1 | 3 | 56     | 58     | -2    | 16   |       |
| 5   | Extra Time Pro Futsal Koszalin | 10 | 1  | 1 | 8 | 41     | 69     | -28   | 4    |       |
| 6   | Pogoń Połczyn-Zdrój            | 10 | 0  | 2 | 8 | 31     | 74     | -43   | 2    |       |

Źródło 

### III liga Dolnośląska
| Lp. | Drużyna                 | M | Z | R | P | Bramki | Bramki | Różn. | Pkt. | Uwagi |
| --- | ----------------------- | - | - | - | - | ------ | ------ | ----- | ---- | ----- |
| 1   | Orzeł Ząbkowice Śląskie | 4 | 4 | 0 | 0 | 50     | 12     | +38   | 12   | Baraż |
| 2   | KMS Futsal Polkowice    | 4 | 1 | 0 | 3 | 26     | 44     | -18   | 3    |       |
| 3   | Chaos Wrocław           | 4 | 1 | 0 | 3 | 19     | 39     | -20   | 3    |       |

Źródło 

### III liga Lubuska
- Brak rozgrywek okręgowych

### III liga Śląska
| Lp. | Drużyna                        | M | Z | R | P | Bramki | Bramki | Różn. | Pkt. | Uwagi |
| --- | ------------------------------ | - | - | - | - | ------ | ------ | ----- | ---- | ----- |
| 1   | GLKS Nacomi Wilkowice          | 8 | 6 | 1 | 1 | 57     | 25     | +32   | 19   | Baraż |
| 2   | KS Futsal Jastrzebie Zdrój     | 6 | 3 | 2 | 1 | 30     | 24     | +6    | 11   |       |
| 3   | ŁTS Łabędy                     | 7 | 3 | 0 | 4 | 46     | 44     | +2    | 9    |       |
| 4   | KS Bystra                      | 4 | 1 | 1 | 2 | 20     | 22     | -2    | 4    |       |
| 5   | Extra Time Pro Futsal Koszalin | 7 | 0 | 2 | 5 | 24     | 62     | -38   | 2    |       |

Źródło 

### III liga Opolska
Mistrz III ligi: Wiking Alibaba Opole

Źródło

### III liga Małopolska
| Lp. | Drużyna                       | M | Z | R | P | Bramki | Bramki | Różn. | Pkt. | Uwagi |
| --- | ----------------------------- | - | - | - | - | ------ | ------ | ----- | ---- | ----- |
| 1   | Okocimski KS Brzesko          | 8 | 6 | 2 | 0 | 89     | 28     | +61   | 20   | Baraż |
| 2   | Futsal Club Słomniki Warriors | 8 | 6 | 0 | 2 | 55     | 40     | +15   | 18   |       |
| 3   | FC Grabówka                   | 8 | 2 | 1 | 5 | 43     | 51     | -8    | 7    |       |
| 4   | Żarek Barwałd Górny/Atenas    | 8 | 2 | 1 | 5 | 40     | 89     | -49   | 7    |       |
| 4   | Wanda Kraków                  | 8 | 2 | 0 | 6 | 39     | 58     | -19   | 6    |       |

Źródło 

### III liga Świętokrzyska 24/25
| Lp. | Drużyna                            | M | Z | R | P | Bramki | Bramki | Różn. | Pkt. | Uwagi |
| --- | ---------------------------------- | - | - | - | - | ------ | ------ | ----- | ---- | ----- |
| 1   | Futsal Team Busko-Zdrój            | 6 | 4 | 2 | 0 | 40     | 18     | +22   | 14   | Baraż |
| 2   | Zaremba Transport Futsal Pińczów   | 6 | 3 | 1 | 2 | 27     | 29     | -2    | 10   |       |
| 3   | MB Geodezja FT Victoria Skalbmierz | 6 | 2 | 1 | 3 | 26     | 30     | -4    | 7    |       |
| 4   | Futsal Jędrzejów                   | 6 | 1 | 0 | 5 | 25     | 41     | -16   | 3    |       |

Źródło 

### III liga PLF - Podkarpacka
| Lp. | Drużyna                       | M  | Z  | R | P | Bramki | Bramki | Różn. | Pkt. | Uwagi |
| --- | ----------------------------- | -- | -- | - | - | ------ | ------ | ----- | ---- | ----- |
| 1   | Karpatia Zaczernie            | 10 | 10 | 0 | 0 | 66     | 35     | +31   | 30   | Baraż |
| 2   | Sympatyczni Nisko             | 10 | 7  | 0 | 3 | 47     | 27     | +20   | 21   |       |
| 3   | PCRM/AZS Prz/Heiro II Rzeszów | 10 | 5  | 1 | 4 | 47     | 41     | +6    | 16   |       |
| 4   | KF Stal Mielec                | 10 | 5  | 1 | 4 | 53     | 43     | +10   | 16   |       |
| 5   | Axon Futsal Team Cmolas       | 10 | 1  | 1 | 8 | 32     | 62     | -30   | 4    |       |
| 6   | ZMM Maxpol Rzeszów            | 10 | 0  | 1 | 9 | 18     | 55     | -37   | 1    |       |

Źródło 

### III liga PLF - Lubelska
- Brak rozgrywek okręgowych

Źródło 

## Baraże do II ligi

### Baraże - makroregion 1
- III liga Podlaska - III liga Warmińsko-Mazurska
  - Futbalo II Białystok zrezygnował z baraży, awans Constract II Lubawa.
- III liga Mazowiecka - III liga Łódzka 
  - I mecz, 16.03.2025, Pegaz Drobin - Staltom Bedlno 5:5

  - II mecz, 23.03.2025, GKS Staltom Futsal Bedlno - Pegaz Drobin 2:4[17]

### Baraże - makroregion 2
- III liga Pomorska - III liga Kujawsko-Pomorska
  - I mecz, 16.02.2025, Hetman Gniew - Kujavia Włocławek 6:2
  - II mecz, 23.02.2025, Kujavia Włocławek - Hetman Gniew 3:5[18][19]
- III liga Wielkopolska - III liga Zachodniopomorska
  - I mecz, 2.03.2025, A Seree Tee Krotoszyn - SAF Galan szczecin 8:4
  - II mecz, 9.03.2025, SAF Galan szczecin - A Seree Tee Krotoszyn 9:10[20]

### Baraże - makroregion 3
- Baraż, III liga Dolnośląska - III liga Lubuska
  - Brak rozgrywek w okręgu Lubuskim, awans Orzeł Ząbkowice Śląskie.
- Baraż, III liga Śląska - III liga Opolska
  - Wiking Alibaba Opole zrezygnował z baraży, awans GLKS Nacomi Wilkowice  [21]

### Baraże - makroregion 4
- Baraż, III liga Małopolska - III liga Świętokrzyska
  - I mecz, 22.02.2025, Futsal Team Busko-Zdrój - Okocimski KS Brzesko 7:3
  - II mecz, 2.03.2025, Okocimski KS Brzesko - Futsal Team Busko-Zdrój 7:2[22]
- Baraż, III liga Podkarpacka - III liga Lubelska
  - Brak rozgrywek w okręgu Lubelskim, awans Karpatia Zaczernie.